# Epirhyssa biroi
Epirhyssa biroi là một loài tò vò trong họ Ichneumonidae.